# Rugby Europe U18 Championship 2004
El Rugby Europe U18 Championship del 2004 se disputó en Italia y fue la primera edición del torneo en categoría M18.

## Equipos participantes
- Selección juvenil de rugby de Escocia
- Selección juvenil de rugby de Francia
- Selección juvenil de rugby de Georgia
- Selección juvenil de rugby de Inglaterra
- Selección juvenil de rugby de Italia
- Selección juvenil de rugby de Portugal
- Selección juvenil de rugby de Rumania
- Selección juvenil de rugby de Rusia

## Resultados

### Cuartos de final
- Los perdedores avanzan a la copa de plata

| 4 de abril | Italia | 36 - 13 | Georgia |  |  |

| 4 de abril | Francia | 60 - 3 | Portugal |  |  |

| 4 de abril | Inglaterra | 42 - 6 | Rumania |  |  |

| 4 de abril | Escocia | 16 - 11 | Rusia |  |  |

### Semifinal de Plata
| 7 de abril | Rusia | 9 - 0 | Rumania |  |  |

| 7 de abril | Georgia | 12 - 5 | Portugal |  |  |

### Semifinales Campeonato
| 7 de abril | Italia | 0 - 22 | Francia |  |  |

| 7 de abril | Inglaterra | 22 - 0 | Escocia |  |  |

### Séptimo puesto
| 10 de abril | Rumania | 46 - 12 | Portugal |  |  |

### Quinto puesto
| 10 de abril | Rusia | 14 - 3 | Georgia |  |  |

### Tercer puesto
| 10 de abril | Italia | 19 - 6 | Escocia |  |  |

### Final
| 10 de abril | Francia | 32 - 0 | Inglaterra |  |  |

| Bandera de Francia |
| Campeón Francia    |
| Primer título      |